# چاشت

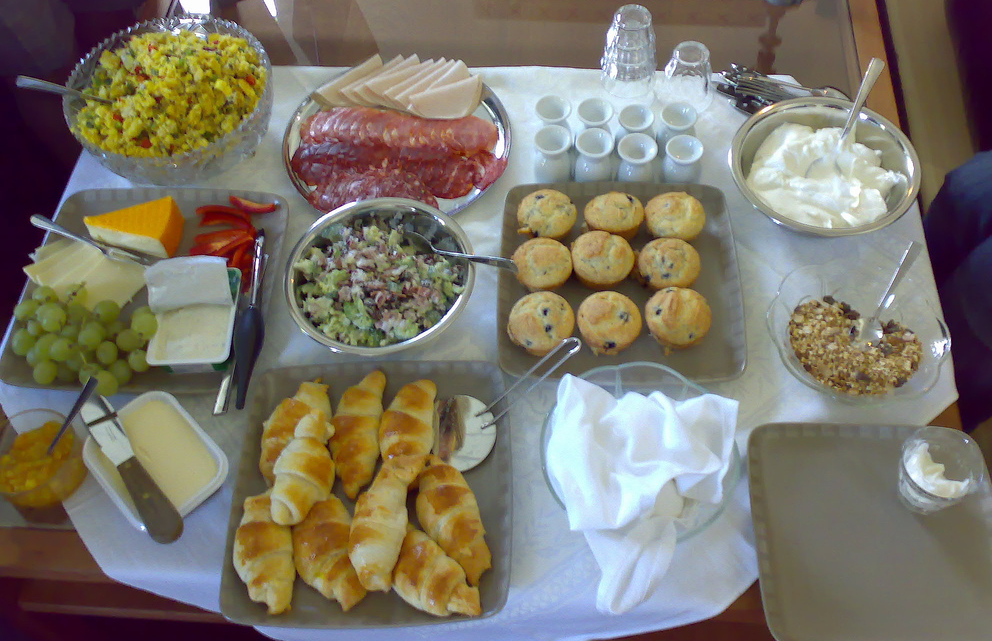
چاشت

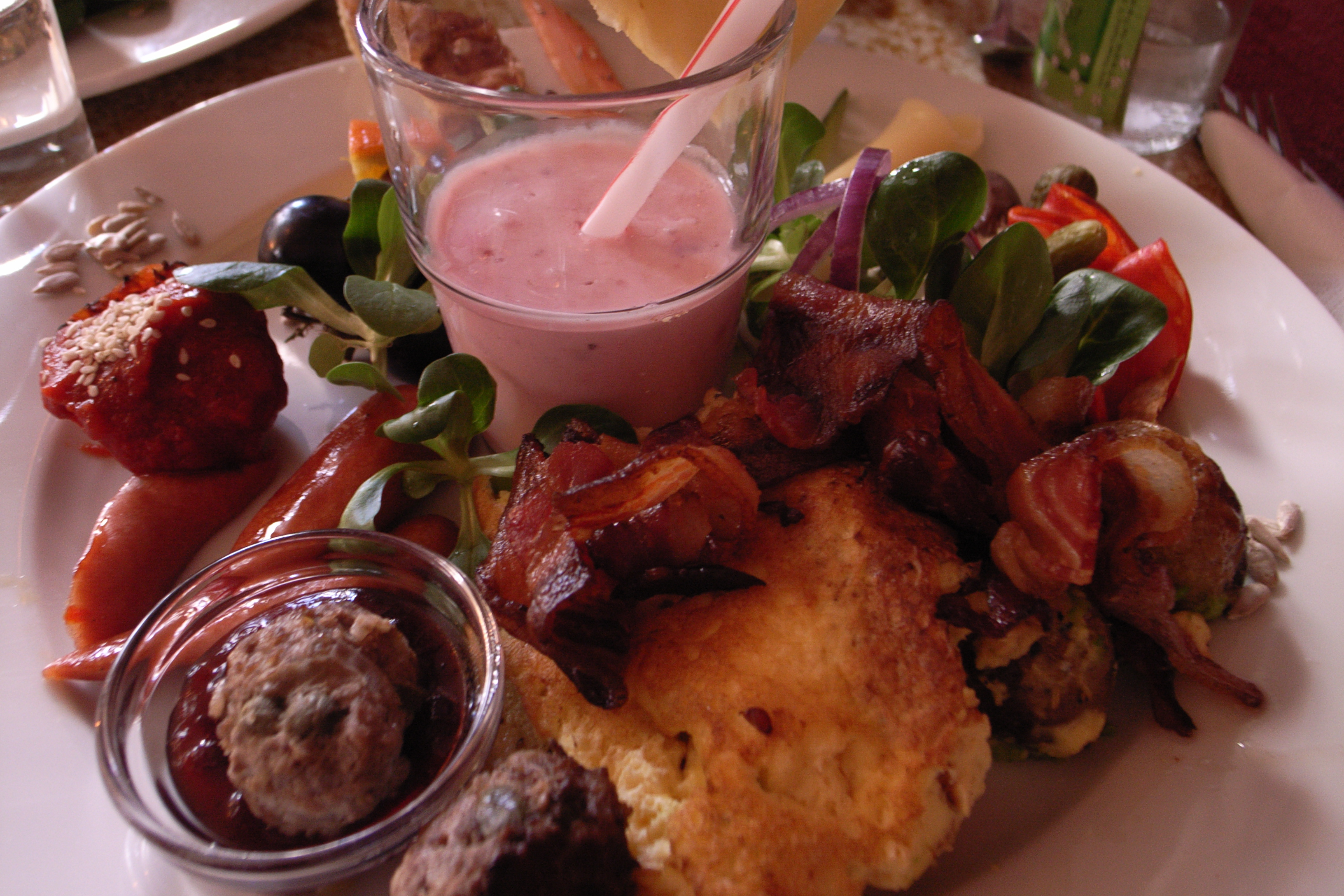
چاشت در رستورانی در دانمارک

چاشت وعده‌ای خوراکی است آمیخته از صبحانه و ناهار که بیشتر نزدیک ساعت ده خورده می‌شود، اما در روزهای تعطیل شاید تا ساعت ۳ نیز به درازا بکشد.
همچنین در گویش بختیاری یک واژه به نام "چاست" وجود دارد که به معنای ظهر میباشد. چاست و چاشت نباید باهم اشتباه گرفته شود.

واژهٔ چاشت در فارسی هم به چم نیمهٔ‌روز است که یک پاس از چهار پاس شبانه‌روز می‌باشد و هم به چم خوراکی که در نیمهٔ روز بین ناشتایی و ناهار خورند. در چم نخستین، فردوسی در داستان فریدون سروده‌است:

تو گر چاشت را دست یازی به جام

و گر نه خورند ای پسر بر تو شام

و همچنین نظامی گنجوی در مقالت دهم در نمودار آخرالزمان از مخزن‌الاسرار سروده‌است:

از پس هر شامگهی چاشتیست

آخر برداشت فرو داشتیست

و یا در خردنامه از پنج گنج سروده‌است:

بدین‌گونه تا سر برآورد چاشت

تبیره جهان را در آشوب داشت

از این چمِ چاشت آمیغهایی مانند چاشتخورد (خوراکی که در هنگام چاشت خورده شود) و نیز چاشت‌خواب یا خواب چاشت نیز بکار می‌رود.
چاشت در چم خوراکی که در میانهٔ روز پیش از ناهار می‌خورند، نیز بکار می‌رود. این واژه در خراسان بسیار پرکاربرد است و در کودکستانهای خراسان نیز چنین خوراکی را چاشت می‌نامند. چاشت در این چم با کارواژگان خوردن و دادن بکار می‌رود. سعدی شیرازی در باب نخست بوستان در داستان زورآور تهیدست می‌فرماید:

یکی مشت زن بخت و روزی نداشت

نه اسباب شامش مهیا نه چاشت

و یا در باب دوم بوستان سروده‌است:

مسلم کسی را بود روزه داشت

که درمانده‌ای را دهد نان چاشت

نیز از ناصر خسرو است

چون چاشت کند ز خویش و پیوندت

تو ساخته باش کار شامش را

از چاشت به چم خوراکی میانهٔ روز واژگان چاشتگاه به چم هنگام چاشت، هنگام خوردن چاشت و همچنین آمیغِ جاشتگاه فراخ به چم اندک زمانی از هنگام چاشت گذشته، نزدیک نیمروز، ساخته شده‌اند. چاشتگاه فراخ را نیز چاشتِ فراخ گویند که در دومی چاشت به چم نیمهٔ‌روز است. واژگان چاشتگاه و چاشتگاه فراخ در روستاهای خراسان، به‌ویژه خراسان اباخترین پرکاربرد است.
بیهقی نیز این دو واژه را بسیار بکار برده‌است: و در چاشتگاه خواجه گفت زندگانی خداوند دراز باد شرط آن است که وقت گل ساتگینی خورند که مهمانی است چهل روزه (تاریخ بیهقی). وقت چاشتگاه آواز کوس و طبل و بوق بخاست که تاش فراش امروز حرکت می‌کرد (تاریخ بیهقی). هر روز حاجب بزرگ علی برنشستی و بصحرا آمدی و بایستادی و اعیان و محتشمان درگاه … جمله بیامدندی و سوار بایستادندی و تا چاشتگاه فراخ حدیث کردندی (تاریخ بیهقی). امیر چاشتگاه فراخ برنشست (تاریخ بیهقی).

## معادل چاشت در زبان انگلیسی
معادل چاشت را در زبان انگلیسی برانچ (Brunch) می‌دانند. کلمه برانچ ترکیبی از کلمات Breakfast (صبحانه) و Lunch (ناهار) در زبان انگلیسی است و ریشه آن به اواخر سده ۱۸۰۰ و انگلستان بازمی‌گردد و از دهه ۱۹۳۰ در آمریکا نیز شهرت یافته‌است.
این کلمه در ضمیمه فرهنگ انگلیسی آکسفورد ۱۸۹۶ به نقل از مجله پانچ مشاهده شده‌است. در آن مقاله مجله پانچ توضیح می‌دهد که ریشه کلمه به ۱۸۹۶ در انگلیس و مقاله‌ای با عنوان همین عنوان بازمی‌گردد.
بعضی هتل‌ها بخصوص در روزهای تعطیل آخر هفته برانچ سرو می‌کنند. این برانچ‌ها معمولاً به شیوه سلف سرویس بوده اما برانچ‌هایی که از روی منو سفارش داده می‌شوند هم وجود دارند.